# Emmett Brown
Pour les articles homonymes, voir Brown.
Le docteur Emmett Brown, dit « Doc » est un personnage de fiction créé par les producteurs et scénaristes Robert Zemeckis et Bob Gale.
Indissociable partenaire de Marty McFly, le personnage apparaît notamment dans la trilogie cinématographique Retour vers le futur où il est interprété par l'acteur Christopher Lloyd.
Il apparaît aussi dans la comédie musicale sur Broadway. Interprété par plusieurs comédiens. Mais majoritairement par Roger Bart.

## Biographie du personnage

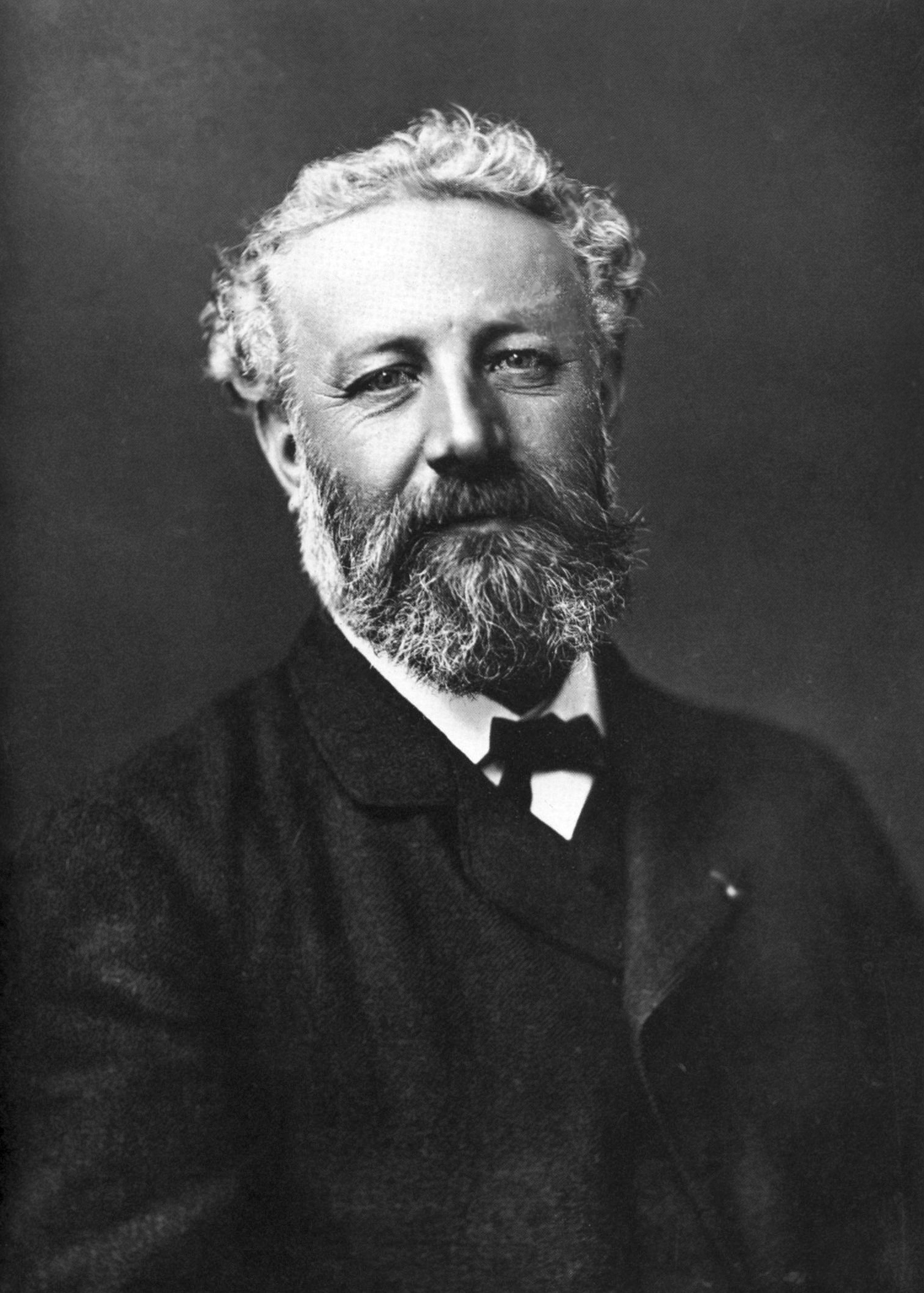
L'oeuvre littéraire de Jules Verne a été une profonde source d'inspiration pour Emmett Brown.

Emmett Lathrop Brown naît en 1914, et passe son enfance dans la maison du 1640 avenue Riverside à Hill Valley, dont le terrain fut acheté en 1915 par la famille Brown, arrivée en 1908. Sa passion pour les sciences lui vient à l'âge de onze ans, à la lecture de Vingt mille lieues sous les mers de Jules Verne, ce qui l'amène des années plus tard à passer un doctorat en physique nucléaire. En 1943, alors qu'il enseigne à l'Institut de technologie de Californie, il est retenu par Robert Oppenheimer pour travailler sur le projet Manhattan. Après la guerre, Emmett retourne dans sa maison de Hill Valley, fabriquant des inventions plus ou moins fonctionnelles, comme un casque lecteur de pensées.
Le 5 novembre 1955, alors qu'il accrochait une horloge en étant debout sur les toilettes, la cuvette étant mouillée, Emmett fait un vol plané et sa tête heurte la chasse d'eau. En revenant à lui, il a la vision du convecteur temporel, un appareil rendant le voyage dans le temps possible. Le soir même, il a confirmation de cette vision en recevant la visite de Marty McFly, arrivé par accident à cette date grâce à la machine à voyager dans le temps que Doc inventa des années plus tard. Jubilant à l'idée de savoir que son invention fonctionnera dans le futur, Doc élabore un plan pour renvoyer Marty en 1985 : utiliser l'énergie de la foudre qui frappera l'hôtel de ville le 12 novembre à 22h04 pour alimenter le convecteur temporel et faire effectuer à la machine un saut vers le futur. Pendant que Doc prépare le départ de Marty, ce dernier s'occupe de faire rencontrer ses parents, ce qu'il réussit à faire. Peu avant le départ de Marty, ce dernier tente de le prévenir qu'il sera assassiné en 1985, soit le jour où Marty est parti en 1955. Doc refuse de l'entendre et déchire la lettre que Marty avait écrite à ce sujet. Peu après, la foudre frappe l'hôtel de ville et permet à la DeLorean de retourner en 1985. Doc jubile en voyant que son plan a fonctionné, mais voilà qu'un autre Marty arrive; Doc, sous le coup de l'incompréhension, s'évanouit.
Il se réveille le lendemain matin dans sa maison, sans comprendre comment il est arrivé jusque là. Mais Marty, qui l'a ramené chez lui, intervient en lui montrant une lettre écrite par Doc en 1885, qui explique que lors d'un autre voyage en 1955, la foudre est tombée sur la voiture, ce qui a activé le convecteur temporel et expédié Doc en 1885. Doc, à la lecture de la lettre comprend la situation et aide Marty à retrouver la DeLorean, cachée dans la mine de Delgado. Alors qu'ils emmènent la voiture pour la remettre en état, Marty et Doc découvrent la tombe de ce dernier, qui leur apprend que Doc a été tué le 7 septembre 1885 par Bufford Tannen, ce qui amène Marty à décider de retourner en 1885 pour sauver Doc. Après avoir réparé la DeLorean, Doc fait ses adieux à Marty, qui part en 1885. Plus tard, il découvre dans la poche de son imperméable la lettre d'avertissement de Marty qu'il avait déchirée, et en prend connaissance, afin de prendre les précautions nécessaires ce jour-là.
Durant les trente ans qui ont suivi, Doc, assuré que son invention fonctionnera, s'emploie à la mettre au point, y consacrant toute sa fortune issue de l'héritage familial. Afin de financer ses recherches, il vend des terres qu'il tient de sa famille et organise l'incendie de son manoir afin de récupérer de l'argent son assurance. C'est ainsi qu'il s'installe dans le garage qui aura échappé à l'incendie.
Le 26 octobre 1985 à 1h18 du matin, Doc fait fonctionner pour la première fois sa version définitive de la machine à voyager dans le temps, construite sur la base d'une DeLorean DMC-12, en envoyant son chien Einstein une minute dans le futur. Le test, filmé par Marty avec un caméscope, est un succès. Alors qu'il s'apprête à faire lui-même un voyage dans le temps à destination de 2010, il est surpris par les libyens, qui ont découvert que Doc les avait roulés en subtilisant leur plutonium et en leur remettant une fausse bombe. Ils l’abattent et, le laissant pour mort, poursuivent Marty qui s'était réfugié à bord de la DeLorean. Cherchant à leur échapper, ce dernier effectue malgré lui un saut dans le temps vers le 5 novembre 1955, dernière date programmée par Doc sur la machine, à la suite de quoi les Libyens s'encastrent avec leur véhicule dans un kiosque vidéo. C'est alors qu'arrive Marty, revenu de son voyage en 1955, et qui a assisté à la scène. Doc reprend ses esprits, et montre à Marty le gilet pare-balles qu'ils portait ainsi que la lettre d'avertissement de Marty. Après avoir déposé Marty chez lui, il effectue avec la machine son premier voyage dans le temps, à destination de 2015.
Arrivé sur place, Doc fait effectuer des modifications sur la DeLorean pour lui permettre de voler, ainsi que pour remplacer le système au plutonium par un générateur de fusion, quelques déchets suffisant désormais à générer lénergie nécessaire. Il achète également de nouveaux vêtements, met Einstein en hibernation dans un chenil galactique et se fait faire une révision complète dans une clinique de rajeunissement. Le 22 octobre 2015, il constate dans le journal l'arrestation et la mise en détention de Marty McFly Junior, le fils de Marty, entraîné dans un mauvais coup par Griff, le petit-fils de Biff Tannen. Il s'empresse de retourner au matin du 27 octobre 1985 prévenir Marty, et l'emmène avec sa petite amie Jennifer dans la DeLorean, qui fait un saut vers le 21 octobre 2015. Doc s'empresse d'intercepter Marty Junior pendant que Marty prend la place de son fils afin de refuser le coup de Griff, mais l'appareil utilisé pour l'endormir n'avait plus assez d'énergie pour le faire pendant suffisamment de temps, ayant été utilisé sur Jennifer qui commençait à poser trop de questions sur son futur. Malgré ses complications, le plan fonctionne et Griff et son gang sont arrêtés. Doc récupère au passage Einstein de son chenil.
Doc et Marty font ensuite un crochet par Hilldale pour récupérer Jennifer, que la police a ramené à son futur chez elle, avant de repartir en 1985. Doc dépose Jennifer et Marty à leur domicile, avant de retourner à son atelier pour en premier lieu démonter la machine à voyager dans le temps, dont les expériences récentes ont montré que son usage pouvait être dangereux. Ces impressions se confirment quand Doc découvre qu'ils ont atterri dans un 1985 alternatif, causé par le fait que le vieux Biff Tannen a subtilisé la DeLorean en 2015 en profitant d'une faute d'inattention de Marty, avant de voyager dans le temps pour changer quelque chose au passé et revenir avec la voiture au même endroit sans que personne s'en aperçoive. Au fil de ses recherches à la bibliothèque, Doc découvre la véritable teneur de cette temporalité : Biff Tannen, à un moment dans sa jeunesse, s'est retrouvé en possession d'un l'almanach des sports de 2015, acheté par Marty et volé par le vieux Biff, qui lui a donc remis. Cet avantage lui a permis d'amasser une immense fortune et de devenir un homme d'affaires tout puissant, régnant sans partage sur Hill Valley. Par ailleurs, Doc apprend que George McFly, le père de Marty, a été assassiné en 1973, et que lui-même est interné à l'asile.
Doc retrouve Marty sur la tombe de son père, et lui explique tout. Marty part ensuite retrouver Biff pour savoir la date exacte où il l'a reçu l'almanach des mains de son vieux lui-même, ce qui s'avère être le 12 novembre 1955. Doc sauve Marty et assomme Biff d'un coup de portière avant de partir en 1955. Pendant que Marty suit le jeune Biff pour retrouver l'almanach, Doc s'emploie à réparer un court circuit dans les circuits temporels, qui fait que le cadran a parfois tendance à afficher le 1er janvier 1885, avant d'acheter une tenue de 1955 et une bicyclette pour retrouver Marty. En vain, mais Doc tombera sur la DeLorean et l'installation de son jeune lui-même pour permettre à Marty de repartir en 1985, jeune-lui-même avec qui il échangera quelques mots, sans que celui-ci se découvre l'identité de son interlocuteur. Un peu plus tard, Doc décolle pour rejoindre Marty, mais un faux mouvement lui fait activer les circuits temporels sur la date du 1er janvier 1885, sans qu'il ne s'en rende compte. Il retrouve son ami sur le toit du lycée et tous deux rattrapent Biff, et parviennent à lui reprendre l'almanach, que Marty s'empresse de détruire. Tout rentre dans l'ordre, mais alors que Doc essaie difficilement d'atterrir, un éclair frappe la DeLorean, activant le convecteur temporel et l'envoyant à la date fixée sur le cadran.
Le 1er janvier 1885, la DeLorean apparaît et fait une chute de quelques mètres, les systèmes de vol ayant été détruits par la foudre. Pendant des mois, Doc, qui s'est installé dans la toute jeune Hill Valley sous la profession de maréchal ferrant, tente de remettre en état la machine, mais cela est impossible car les pièces de substitution nécessaires ne seront pas inventées avant 1947. Doc laisse donc dans la voiture des plans pour que son jeune lui puisse la remettre en état avec des pièces de 1955, avant d'emmurer la DeLorean dans une galerie annexe de la mine de Delgado. 
Le 1er septembre 1885, Doc, devenu respecté dans la ville pour sa profession et s'étant facilité la vie quotidienne par quelques inventions, laisse à la Western Union une lettre pour Marty, avec consigne de la lui remettre au moment et à l'endroit où la foudre est tombée sur la voiture. Le lendemain, il tombe avec surprise sur celui-ci, venu malgré tout le chercher car Doc risque d'être tué le 7 par Bufford Tannen. Mais le réservoir d'essence de la DeLorean a été percé en route, et il faut donc trouver un autre moyen de lui faire atteindre les 88 miles à l'heure. Après vainement avoir essayé de la faire tracter par des chevaux, les deux hommes jettent leur dévolu sur une ligne ferroviaire en construction, où la voiture serait poussé par une locomotive, atteignant la bonne vitesse et voyageant en 1985 avant la fin de la voie. Alors qu'ils font une reconnaissance sur place, Doc et Marty entendent des appels à l'aide d'une femme, que Doc parvient à sauver juste avant que son chariot tombe dans le ravin. Il s'agit de Clara Clayton, l'institutrice que Doc devait accueillir à la gare : c'est le coup de foudre. 
A la kermesse organisée pour l'inauguration de l'horloge de l'hôtel de ville, où il est allé avec Marty pour retrouver Clare, Doc manque de se faire descendre par Bufford Tannen, chose évitée de justesse par Marty, qui confronte par ailleurs le hors-la-loi à un duel le matin du 7, jour où ils doivent repartir vers le futur, mais qui selon Marty peut être évité s'ils interceptent le train à l'heure. En attendant, Doc raccompagne Clara chez elle, où ils échangent leur premier baiser. Plus tard, alors qu'ils mettent en place la voiture sur la voie, Doc annonce à Marty qu'il reste en 1885 avec Clara, mais celui-ci le raisonne. Pendant la nuit, Doc va voir Clara, lui faisant ses adieux et lui disant toute la vérité, mais celle-ci, convaincue qu'il ait raconté ces mensonges en exploitant sa passion pour Jules Verne afin de profiter d'elle, le rejette. Dévasté, Doc va au saloon pour se soûler, élucubrant des propos sur le futur aux autres clients hilares, mais ne touche pas à son premier verre avant le lendemain matin, au moment où Marty vient le chercher. Mais ce premier verre étant celui de trop, Doc s'évanouit après l'avoir bu. Marty parvient tant bien que mal à le réanimer avec une solution maison du barman, mais le savant est pris en otage par les hommes de Bufford, qui presse Marty à l'affronter, mais ce dernier parvient finalement à assommer le bandit.
Les deux amis galopent à tout rompre pour rattraper le train, qu'ils parviennent à détourner. Des bûches spéciales fabriquées par Doc permettent de pousser la chaudière dans ses derniers retranchements pour atteindre les 88 miles à l'heure. Mais au moment où celui-ci s'apprête à rejoindre Marty dans la voiture, la sonnerie du train lui a fait se rendre compte que Clara, qui a découvert que Doc lui disait la vérité, a rattrapé le train avant de s'y accrocher dangereusement. Au terme d'une manœuvre périlleuse et avec l'aide de l'hoverboard de Marty, Doc parvient à sauver Clara, mais il est désormais trop tard pour rejoindre la DeLorean, qui saute avec Marty en 1985, pendant que la locomotive s'écrase au fond du ravin. 
Par la suite, Doc s'est marié avec Clara et lui a fait deux enfants, des garçons nommés Jules et Verne, en hommage à leur écrivain préféré. Il a également réussi, au bout de plusieurs années de recherches, à construire un train spatio-temporel volant, où il finit par embarquer avec sa famille pour aller en 1985 : après avoir récupéré Einstein, ils retrouvent Marty et Jennifer à l'endroit où la DeLorean, revenue de 1885, a été pulvérisée par un train. Doc remet à son ami une photo d'eux prise devant l'horloge en 1885, avant de faire décoller son train et de partir avec sa femme et ses enfants vers une destination temporelle inconnue.

## Apparence
Le physique de Doc est tout à fait à l'image de sa personnalité : cheveux ébouriffés grisonnants, il ressemble notamment esthétiquement à Albert Einstein, dont Christopher Lloyd s'est inspiré.
En 1955, il a encore les cheveux blonds et légèrement plus courts, et porte souvent une blouse de laboratoire. Lors du premier essai de la machine à voyager dans le temps en 1985, il porte une combinaison jaune de protection antiradiation et une sous-combinaison blanche, avec une ceinture à outils. 
Il adopte une tenue plus futuriste en 2015, avec une chemise hawaïenne (comportant des motifs de train et de cow-boy) sous un manteau jaune vif, une cravate en plastique transparent ainsi qu’un accessoire ophtalmique technologique, délaissant ces trois derniers au cours de son voyage dans le futur avec Marty. Son apparence physique rajeunit quelque peu après un passage dans une clinique : quelques rides enlevées, quelques cheveux implantés ; les intestins, la rate et tout son sang lui ont été changés, et selon ses dires, lui ont été rajoutés 30 ou 40 ans d’espérance de vie. Il emporte également avec lui une valise contenant des liasses de dollars de différentes époques, afin de pouvoir faire face à n'importe quelle éventualité monétaire quel que soit le temps où il se trouve.
Arrivé en 1885, il s'habille avec des habits de l'époque western, comprenant un costume sobre, un manteau long et un chapeau de cow-boy, complétant sa panoplie par un fusil à lunette télescopique de son invention.

## Personnalité

### Centres d'intérêt et caractère
Emmett Brown (dont les parents avaient comme nom « von Braun » jusqu'à la Première Guerre mondiale) est l'archétype du savant fou inoffensif. Véritable passionné, il ne semble avoir ni famille ni amis, à l’exception de Marty McFly et de ses chiens, Copernic en 1955 et Einstein en 1985, et consacre tout son temps à l'invention d'appareils farfelus qui ne fonctionnent presque jamais. 
Malgré ses nombreuses inventions ratées, il parvient à créer un appareil à voyager dans le temps à partir d'une DeLorean, après 30 ans de recherches (de 1955 à 1985). Ce sera le point de départ des péripéties de la trilogie, et la preuve que son génie est bien réel, contrairement à ce que sa réputation de « vieux cinglé », qui circule à Hill Valley, laisse suggérer.
« Doc » est un personnage très stéréotypé : très intelligent, en perpétuelle vision scientifique de tout ce qui l'entoure (c'est particulièrement frappant lorsqu'il élabore des théories sur les pieds des hommes du futur à cause de l'expression « c'est pas le pied » qu'utilise souvent Marty), il est cultivé, complètement vulnérable devant la gent féminine, plutôt misanthrope et très extrême dans son comportement (Christopher Lloyd s’étant également inspiré de Leopold Stokowski), poussant souvent des crises de colère ou de frayeur pour diverses raisons.
À l'inverse de ce stéréotype, il est très courageux, et sauve souvent Marty de situations délicates. Mais ce courage touche parfois à la folie lorsqu'il tente, par exemple, d'arnaquer une bande de terroristes libyens.
Toutefois, le personnage de Doc apparaissant à différents intervalles de temps, sa personnalité est amenée à changer. Du stéréotype de gentil savant fou solitaire que Marty rencontre en 1955, il deviendra quelqu'un de plus calme et sage en 1985, puis de plus sociable au Far West, où il sera connu et respecté en tant que maréchal-ferrant, et finira notamment par fonder une famille.
Les origines de l'amitié entre Doc et Marty sont expliquées en 2020 par le scénariste Bob Gale. Pendant des années, Marty a entendu que Doc Brown était un individu dangereux, un cinglé, un fou. L'adolescent américain impulsif de 13 ou 14 ans décida alors de découvrir pourquoi ce type était si dangereux. Marty s'introduisit dans le laboratoire de Doc, et devint fasciné par toutes les objets intéressants qui s'y trouvaient. Quand Doc le trouva là, il fut ravi que Marty le trouve cool et qu'il l'accepte tel qu'il est. Les deux étaient des « moutons noirs » dans leurs environnements respectifs. Doc offre ensuite à Marty un travail à mi-temps, le chargeant de l'aider dans ses expériences, de s'occuper du laboratoire, du chien et autres.

### Expressions
Certaines expressions de Doc ont participé à la vision que l'on peut se faire de son personnage. Empruntées au vocabulaire scientifique ou mythologique, elles contribuent à dépeindre le professeur comme un être savant, loufoque et avide de bons mots. Elles donnent souvent la réplique aux expressions de Marty.
L'expression « Nom de Zeus ! » (en version originale : « Great Scott! ») est la phrase la plus marquante et la plus utilisée par Doc. Il utilise aussi régulièrement le mot « Eurêka ! » lorsqu'il trouve une solution à un problème. Il prononce aussi l'expression : « Par tous les pépins de la pomme de Newton ». Il a également tendance a faire des extrapolations scientifiques et à émettre des hypothèses sur des sujets anodins, comme lorsqu'il reprend au premier degré l'expression de Marty « C'est pas le pied ! », spéculant alors que les pieds pourraient être le point faible des hommes du futur en raison de l'accroissement de la pesanteur terrestre.

## Domicile

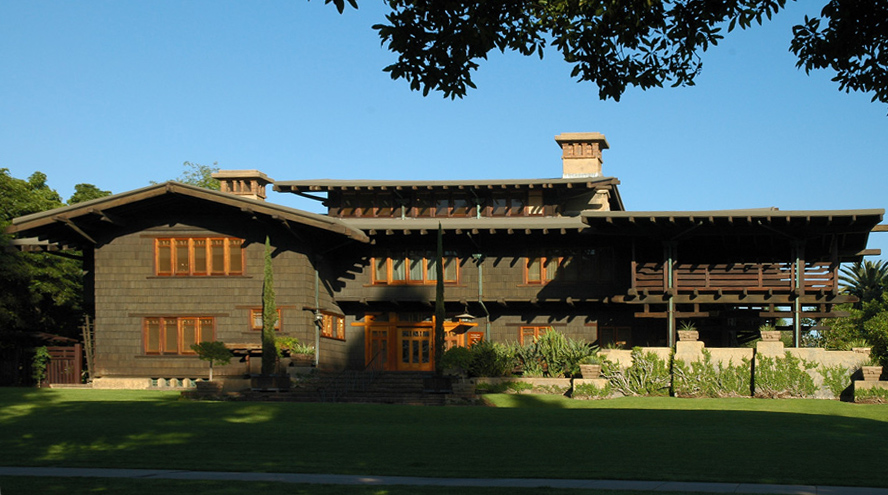
La Gamble House, la maison dans laquelle évolue le docteur Emmett Brown.

Le domicile fictif du docteur Emmett Brown est en fait la Gamble House, un monument historique national aux États-Unis.
La David B. Gamble House, National Historic Landmarks de Californie est aussi le musée de Pasadena en Californie. Il a été conçu par les frères Charles Sumner Greene et Henry Mather Greene du cabinet d'architectes Greene & Greene et construit de 1908 à 1909 comme maison de David B. Gamble de la société Procter & Gamble. C'est un exemple d'architecture du style Arts & Crafts influencé par l'esthétique japonaise traditionnelle.
Un long plan fixe permet de voir la façade de ce monument dans le troisième épisode de la saga. Les intérieurs ont été tournés dans la Blacker House (en), des mêmes architectes, dans la même ville.

## Popularité
À la vue du succès du film, le personnage de Doc est vite devenu emblématique. Le rôle de savant fou étant la plupart du temps dévolu aux personnages maléfiques, son utilisation en tant que héros positif en fait un personnage assez atypique du cinéma et très reconnaissable.
C'est dans la bande dessinée américaine qu'il faut chercher un prédécesseur au docteur Emmet Brown : Géo Trouvetou (« Gyro Gearloose » en version originale), parfois écrit « Géo Trouvetout », est un personnage de fiction de l'univers des canards créé en mai 1952 par Carl Barks pour les studios Disney et une très probable source d'inspiration pour les scénaristes de la trilogie Retour vers le futur pour la création du personnage de « Doc ».

## Œuvres où le personnage apparaît

### Films
- Retour vers le futur (Back to the future, Robert Zemeckis, 1985), interprété par Christopher Lloyd (VF : Pierre Hatet)
- Retour vers le futur 2 (Back to the Future Part II, Robert Zemeckis, 1989), interprété par Christopher Lloyd (VF : Pierre Hatet)
- Retour vers le futur 3 (Back to the Future Part III, Robert Zemeckis, 1990), interprété par Christopher Lloyd (VF : Pierre Hatet)
- Albert à l'Ouest (A Million Ways to Die in the West, Seth MacFarlane, 2014), interprété par Christopher Lloyd (VF : Pierre Hatet) (caméo)

### Série
- Retour vers le futur (Back to the Future: The Animated Series, Bob Gale, 1991-1992), interprété par Christopher Lloyd (dans la partie live action) et doublé par Dan Castellaneta (dans la partie animée)

- Expedition : Back to the Future (2021), interprété par Christopher Lloyd

### Jeux vidéo
- Back to the future (Nintendo Entertainment System, 1985)
- Back to the future I (Sega Master System, 1989)
- Back to the future II (Nintendo Entertainment System, 1989)
- Back to the future III (Nintendo Entertainment System, 1989)
- Back To The Future II (Beam Software, Sega Master System, 1990)
- Back to the Future Part III (Beam Software, Mega Drive 1 & 2 et Sega Master System, 1992)
- Retour vers le futur : Le Jeu (PC, Mac, iPad, PlayStation 3, Nintendo Wii, 2011)
- Lego Dimensions (Xbox 360, Xbox One, PS3, PS4, Wii U)

### Livres et comics
- Bob Gale, Erik Burnham, John Barber, Retour vers le futur - Histoires inédites et chronologies alternatives, éditions Flamival, 2016.  (ISBN 979-10-96890-04-0)
- Bob Gale, John Barber, Retour vers le futur - Les énigmes du continuum, éditions Flamival, 2017.  (ISBN 979-10-96890-03-3)
- Bob Gale, Erik Burnham, Retour vers le futur - Citizen Brown, éditions Flamival, 2017.  (ISBN 979-10-96890-06-4)
- Bob Gale, John Barber, Retour vers le futur - Qui est... Marty McFly ?!, éditions Flamival, 2018.  (ISBN 979-10-96890-09-5)
- Bob Gale, John Barber, Retour vers le futur - Une longue peine, éditions Flamival, 2019.  (ISBN 979-10-96890-13-2)
- Bob Gale, John Barber, Retour vers le futur - Une peine purgée, éditions Flamival, 2020.  (ISBN 979-10-96890-18-7)
- Bob Gale, John Barber, Retour vers le futur - Histoires du train spatio-temporel, éditions Flamival, 2020.  (ISBN 979-10-96890-20-0)
- Bob Gale, John Barber, Retour vers le futur - Biff vers le futur, éditions Flamival, 2021.  (ISBN 978-1-63140-974-5)
- Bob Gale, Joe Walser, Retour vers le futur - La DeLorean à voyager dans le temps : Le manuel d'atelier de Doc Brown, éditions Flamival, 2023.  (ISBN 979-10-96890-22-4) [présentation en ligne]

### Spectacle
- Back to the Future: The Musical (2020)

## Dans la culture populaire
La série télévisée Rick et Morty, un dessin animé des années 2010, est inspiré des personnages de Doc (Rick) et Marty (Morty), parodiés initialement dans The Real Animated Adventures of Doc and Mharti.